# Gereon Tunelius
Martin Carl Gereon Tunelius, född 26 juli 1853 i Arboga, död 30 juli 1913 i Stockholm, var en svensk postexpeditör och målare.
Han var son till postmästaren Carl Johan Tunelius och Fredrika Åkergren och gift första gången 1890 med Agnes Elisabet Elliot och andra gången från 1903 med Selma Carolina Sofia Peterson. Tunelius studerade konst och målning vid Konstakademien i Stockholm samt under vistelser i Paris. Han medverkade bland annat i en större samlingsutställning i Jönköping 1878. Hans konst består av stilleben, landskapsskildringar och genremotiv i olja eller akvarell. Tunelius är representerad vid Vänersborgs museum.